# 瑞安·西森斯
瑞安·西森斯（英語：Ryan Sissons，1988年6月24日—），新西兰男子铁人三项运动员。他曾代表新西兰参加2012年和2016年的夏季奥林匹克运动会，2014年和2018年英联邦运动会铁人三项比赛，其中2018年英联邦运动会获得一枚铜牌。